# سدارفورت، یوتا
سدارفورت (به انگلیسی: Cedar Fort) شهری در ایالت یوتا کشور ایالات متحده آمریکا است که جمعیت آن در سرشماری سال ۲۰۱۰ میلادی، ۳۶۸ نفر بوده‌است.